# Za vitrinoj univermaga
Za vitrinoj univermaga (russisk: За витриной универмага) er en sovjetisk spillefilm fra 1955 af Samson Samsonov.

## Medvirkende
- Oleg Anofriev som Slava Sidorkin
- Viktor Arkasov
- Olga Bgan
- Ivan Dmitriev som Mikhail Krylov
- Mikaela Drozdovskaja som Julja Petrova